# Cingilia devinctaria
Cingilia devinctaria là một loài bướm đêm trong họ Geometridae.